# Åbyn
Åbyn is een plaats in de gemeente Skellefteå in het landschap Västerbotten en de provincie Västerbottens län in Zweden. De plaats heeft 110 inwoners (2005) en een oppervlakte van 24 hectare. De plaats ligt aan de rivier Åbyälven, deze rivier is zeer populair bij sportvissers. Door de plaats loopt de Europese weg 4 en de stad Skellefteå ligt ongeveer 40 kilometer ten zuiden van de plaats.